# Lijst van voormalige windmolens in Groningen
Dit is een lijst van voormalige windmolens in de Nederlandse provincie Groningen.
| Naam          | Plaats       | Gemeente   | Provincie | Type molen    | Functie            | Zichtbare restanten | Huidig gebruik           | Foto |
| ------------- | ------------ | ---------- | --------- | ------------- | ------------------ | ------------------- | ------------------------ | ---- |
| De Bombay     | Doezum       | Grootegast | Groningen | grondzeiler   | poldermolen        | romp                | tot woning verbouwd      |      |
| Helpermolen   | Helpman      | Groningen  | Groningen | stellingmolen | koren- en pelmolen | romp                | tot woonruimtes verbouwd |      |
| Immenga-Molen | Finsterwolde | Oldambt    | Groningen | stellingmolen | koren- en pelmolen | verdwenen           |                          |      |